# بخش گوا شمالی
بخش گوا شمالی (انگلیسی: North Goa district) یک بخش در هند است که در ایالت گوا واقع شده‌است. بخش کدپا ۸۱۷٬۷۶۱ نفر جمعیت دارد.